# Bućovača
Bućovača je naseljeno mjesto u općini Kupres, Federacija Bosne i Hercegovine, BiH.

## Stanovništvo

### 1991.
Nacionalni sastav stanovništva 1991. godine, bio je sljedeći:
ukupno: 326
- Srbi - 317 (97,24%)
- ostali, neopredijeljeni i nepoznato - 9 (2,76%)

### 2013.
Nacionalni sastav stanovništva 2013. godine, bio je sljedeći:
ukupno: 23
- Srbi - 23 (100%)

## Vanjske poveznice
- maplandia.com: Bućovača